# 폭스섀기쥐
폭스섀기쥐(Dasymys foxi)는 쥐과에 속하는 설치류의 일종이다. 나이지리아에서만 발견된다. 자연 서식지는 습윤 사바나 지역과 아열대 또는 열대 기후 지역의 계절성 습윤 또는 홍수림 저지대 초원, 습지, 플랜테이션이다. 서식지 감소로 위협을 받고 있다.